# Wladislaus de Balling
Wladislaus II de Balling (1105 – 30 mei 1159) was van 1138 tot aan zijn afzetting in 1146 groothertog van Polen en hertog van Silezië.

## Periode als kroonprins
Hij was de oudste zoon van Bolesław III van Polen, die vanaf 1107 regeerde, en diens eerste vrouw Zbysława van Kiev, een dochter van grootvorst Svjatopolk II. Als eerst geboren zoon werd Wladislaus door zijn vader actief betrokken bij het regeringsbeleid. Sommige historici denken ook dat Wladislaus nog voor de dood van zijn vader het hertogdom Silezië kreeg, zodat Bolesław een erfelijk hertogdom kon creëren voor zijn oudste erfgenaam.
Rond het jaar 1125 huwde hij met prinses Agnes van Oostenrijk, die via haar moeder Agnes van Waiblingen familie was van de Heilig Roomse keizer. Ze was ook een halfzus van Koenraad III van Hohenstaufen, die in 1138 koning van Duitsland en in feite ook keizer van het Heilig Roomse Rijk werd. Agnes en Wladislaus kregen vijf kinderen:
- Bolesław I (1127-1201), vanaf 1163 hertog van Silezië.
- Mieszko IV (1130-1211), van 1210 tot 1211 groothertog van Polen.
- Richeza (1140-1185), huwde met koning Alfons VII van León en Castilië en daarna met hertog Raymond Berengarius III van Provence
- Koenraad van Glogau (1146-1190)
- Albert (1156-1178)

Wladislaus kon tijdens de oorlog met Bohemen tussen 1133 en 1135 Silezië in de handen van Polen houden. In 1137 kwamen Wladislaus en Soběslav I van Bohemen samen om hun conflicten op te lossen.

## Verdeling van Polen

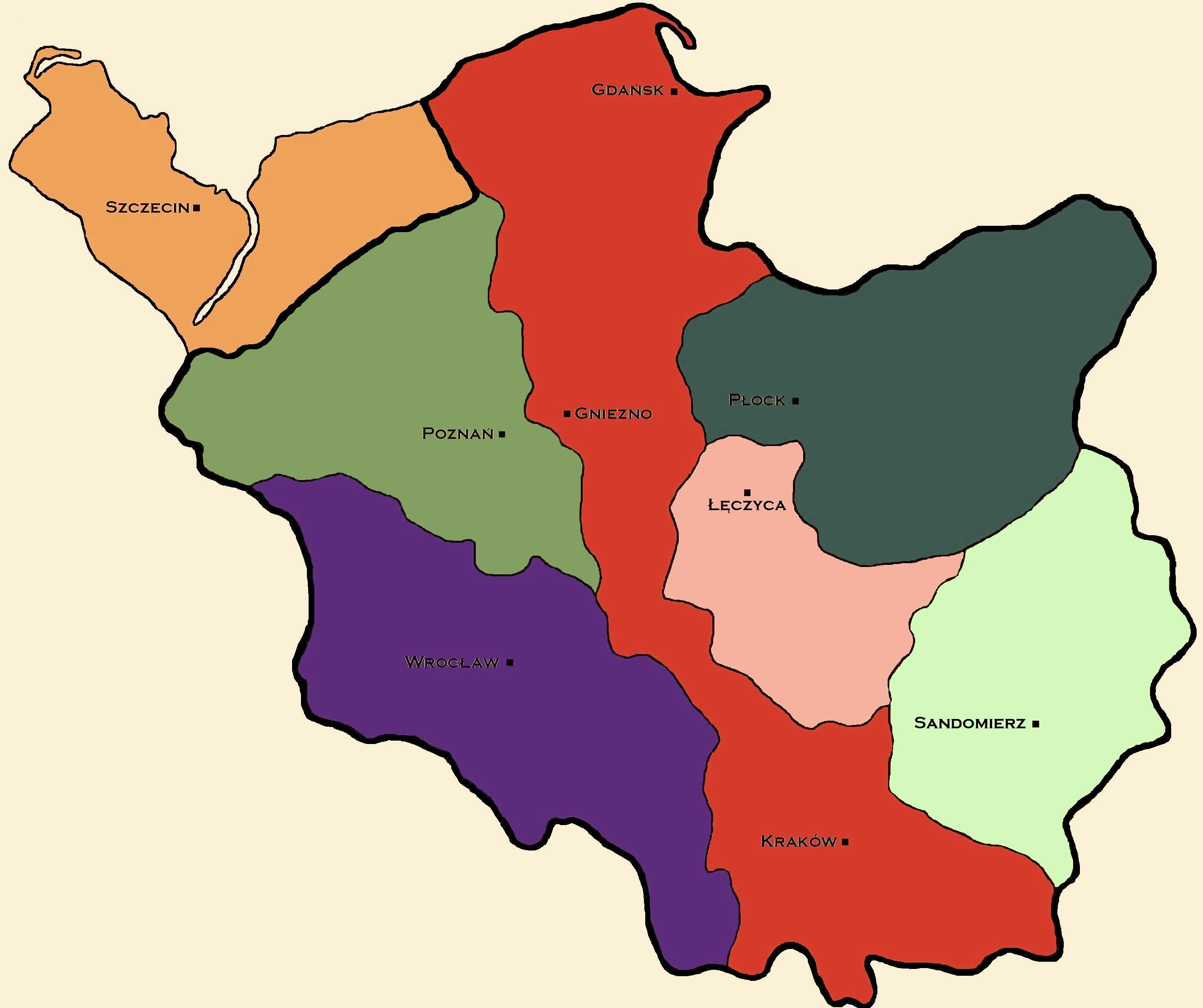
De verdeling van Polen volgens het testament van hertog Bołeslaw III. Wladislaus kreeg de rode en paarse gebieden.

In 1138 stierf zijn vader. In een testament schreef hij dat hij zijn gebieden wilde verdelen onder zijn vier zoons, om zo de eenheid van Polen te bewaren en een machtsstrijd tussen de broers te vermijden. Wladislaus kreeg als oudste zoon de hoogste autoriteit en kreeg de titel groothertog van Polen. Hij erfde de gebieden Silezië en het hertogdom Krakau. Zijn drie halfbroers kregen andere gebieden: Bołeslaw IV kreeg het hertogdom Mazovië, Mieszko III het hertogdom Groot-Polen en Hendrik de gebieden rond de stad Sandomierz, die tot zijn meerderjarigheid beheerd werden door Wladislaus. Zijn weduwe en tweede vrouw Salomea van Berg-Schelklingen kreeg dan weer de gebieden rond de stad Łęczyca.
Na de dood van zijn stiefmoeder erfde Wladislaus haar gebieden. Als zijn broer Hendrik volwassen zou worden, zou Wladislaus echter de gebieden rond Sandomierz aan Hendrik moeten teruggeven. De jongste van de halfbroers, Casimir II, erfde echter niets omdat hij op het moment van de dood van Bolesław III wellicht nog niet geboren was.

## Conflict tussen Wladislaus en zijn halfbroers
In 1141 begon er een conflict tussen Wladislaus enerzijds en zijn stiefmoeder en halfbroers anderzijds. Dit gebeurde toen zijn stiefmoeder in het geheim haar geërfde gebieden aan haar zonen verdeelde. Ook probeerde Salomea haar dochter uit te huwelijken om zo een ideale bondgenoot voor haar zonen te vinden. Als partner verkoos ze een zoon van grootvorst Vsevolod II van Kiev. Toen hij dit ontdekte kwam Wladislaus met een snel antwoord. Hij besloot namelijk zijn zoon Bolesław uit te huwelijken aan Vsevolods dochter Wierchoslawa, waardoor zijn stiefmoeder en halfbroers Vsevolod II niet meer als bondgenoot konden kiezen. In 1142 vond het huwelijk plaats.
Zijn banden met Kiev brachten hem ertoe om in 1143 een oorlog te beginnen tegen de gebieden van zijn halfbroers. Wladislaus kreeg steun van Kiev, Bohemen en het Heilig Roomse Rijk, maar bij de oorlog was er geen echte winnaar.
In de periode dat Wladislaus Polen regeerde, had de Silezische woiwode Piotr Włostowic een grote invloed. Als hevig voorstander van hertog Bolesław III, was zijn politieke rol ten tijde van diens regering heel belangrijk. Heel wat familieleden van Piotr hadden ook een belangrijke functie aan het Poolse hof. Als woiwode kon Piotr ook mensen benoemen in lokale autoriteiten in heel Polen, ook in de gebieden van Wladislaus' halfbroers, wat hem de persoon maakte die een belangrijke invloed had. Tijdens het conflict tussen Wladislaus en zijn stiefmoeder onder de regering van , intrigeerde Wladislaus' stiefmoeder tegen Piotr om hem zo in diskrediet te brengen. Nadat dit slaagde moest Piotr ontslag nemen uit zijn belangrijke functie, waarna hij vervangen werd door een voorstander van zijn stiefmoeder. Toen Wladislaus aan de macht kwam, herstelde hij Piotr in zijn functie. De grote invloed van Piotr veroorzaakte echter spanningen tussen Wladislaus en zijn vrouw Agnes, die hem als een verrader beschouwde.
In 1144 stierf Wladislaus' stiefmoeder Solomea, waarna hij haar gebieden erfde. Zijn halfbroers wilden echter ook de macht over haar gebieden en planden daarom een staatsgreep om haar gebieden te bemachtigen. Tijdens de staatsgreep riep Wladislaus de hulp in van zijn bondgenoten in Kiev. Aanvankelijk kende Wladislaus enkel nederlagen tegen de legers van zijn halfbroers Bołeslaw IV en Mieszko III, maar nadat de Kievse legers arriveerden veranderde de oorlog in Wladislaus' voordeel. Hierdoor kon hij een vredesverdrag in zijn voordeel opmaken en bemachtigde hij de gebieden van zijn stiefmoeder, die hij echter moest afstaan aan zijn Kievse bondgenoten. 
In die periode kreeg Wladislaus ook ruzie met zijn woiwode Piotr Włostowic. Tijdens de burgeroorlog behoorde Piotr meer tot de zijde van Wladislaus' halfbroers. Dit kwam echter niet overeen met het beeld dat Wladislaus had over autocratie en hij kwam tot het idee om heel Polen te veroveren en dus ook de bezittingen van zijn halfbroers. Aanvankelijk leek het dat Wladislaus zich wilde verzoenen met Piotr, maar in 1146 besloot Wladislaus dat het voor hem beter zou zijn dat Piotr uit de weg werd geruimd. Hij gaf het bevel om Piotr gevangen te nemen, maar liet hem niet ombrengen zoals zijn vrouw Agnes dat wilde. Om een voorbeeld te geven aan anderen die de zijde van Wladislaus' halfbroers wilden kiezen, liet hij Piotr de ogen uitsteken en hem verbannen. De verwijdering van Piotr zorgde echter voor een omgekeerd effect. Hij was namelijk erg geliefd bij de Poolse adel, die na zijn verwijdering massaal de zijde van Wladislaus' halfbroers kozen. De blinde Piotr zelf vestigde zich in het grootvorstendom Kiev, nog steeds een bondgenoot van Wladislaus, maar kon de grootvorst overtuigen om de alliantie stop te zetten.
In 1146 besloot hij om Polen helemaal te veroveren. In het begin zag het er uit dat Wladislaus zou winnen, aangezien hij zonder veel problemen het hertogdom Mazovië kon veroveren. Toen in Mazovië en de andere gebieden nog in handen van Wladislaus' halfbroers opstanden tegen zijn dictatoriale politiek uitbraken, veranderde de situatie echter. De rebellen kregen de steun van de aartsbisschop van Gniezno, die Wladislaus wegens de afzetting van Piotr Włostowic, de hoofdreden van de opstanden, excommuniceerde. Toen zijn halfbroers een gezamenlijk leger opbouwden, kende Wladislaus tegen zijn eigen verwachtingen in zijn definitieve nederlaag. Nadat het hem niet meer lukte om Krakau te verdedigen, vluchtte hij samen met zijn gezin naar Bohemen. Wladislaus keerde nooit meer terug naar Polen en werd als groothertog van Polen opgevolgd door zijn oudste halfbroer Bolesław IV.

## Ballingschap en pogingen om terug op de Poolse troon te geraken
Kort na zijn aankomst in Bohemen, kreeg Wladislaus het aanbod van zijn schoonbroer Koenraad III van het Heilig Roomse Rijk om zich in de stad Altenburg te vestigen. Hij ging in op het aanbod en vroeg aan Koenraad om hem terug op de Poolse troon te helpen, aangezien hij dat kort daarvoor ook met Wladislaus II van Bohemen had gedaan. Onder leiding van markgraven Albrecht de Beer en Koenraad de Grote werd een expeditie naar Polen opgestart, maar de twee toonden weinig interesse in militaire acties en de campagne mislukte.
Vervolgens gingen Wladislaus en zijn vrouw steun zoeken bij paus Eugenius III, wat echter niets hielp. In 1152 stierf Koenraad III, waarna hij als keizer van het Heilig Roomse Rijk werd opgevolgd door zijn neef Frederik I Barbarossa. Hierdoor kreeg Wladislaus opnieuw hoop om terug groothertog van Polen te worden.
In 1157 startte Frederik een nieuwe expeditie op naar Polen en deze keer was ze wel een succes. Onverwacht werd Wladislaus niet gerestaureerd, maar erkende Frederik Bołeslaw IV als groothertog van Polen. In ruil moest Bołeslaw IV wel het hertogdom Silezië aan Wladislaus' twee oudste zoons geven. Dit gebeurde wel pas in 1163.
Wladislaus en Agnes wisten dat hun strijd voor de Poolse troon voorbij was en trokken zich definitief terug in Altenburg. Wladislaus stierf in 1159.

## Voorouders
| Voorouders van Wladislaus de Balling | Voorouders van Wladislaus de Balling                                   | Voorouders van Wladislaus de Balling                                      | Voorouders van Wladislaus de Balling                           | Voorouders van Wladislaus de Balling                           |
| ------------------------------------ | ---------------------------------------------------------------------- | ------------------------------------------------------------------------- | -------------------------------------------------------------- | -------------------------------------------------------------- |
| Overgrootouders                      | Casimir I van Polen (1016-1058) ∞ Dobrognewa van Kiev (1012-1087)      | Vratislav II van Bohemen (1035-1092) ∞ Adelheid van Hongarije (1040-1062) | Izjaslav I (1024-1078) ∞ Gertrude van Polen (1025–1108)        | ? (-) ∞ ? (-)                                                  |
| Grootouders                          | Wladislaus I Herman van Polen (1043-1102) ∞ Judith Přemysl (1057-1086) | Wladislaus I Herman van Polen (1043-1102) ∞ Judith Přemysl (1057-1086)    | Svjatopolk II (1050-1113) ∞ ? (-)                              | Svjatopolk II (1050-1113) ∞ ? (-)                              |
| Ouders                               | Bolesław III van Polen (1073-1113) ∞ Zbysława van Kiev (-1110)         | Bolesław III van Polen (1073-1113) ∞ Zbysława van Kiev (-1110)            | Bolesław III van Polen (1073-1113) ∞ Zbysława van Kiev (-1110) | Bolesław III van Polen (1073-1113) ∞ Zbysława van Kiev (-1110) |
| Wladislaus de Balling (1105-1159)    |                                                                        |                                                                           |                                                                |                                                                |

Siemowit · Lestko · Siemomysł · Mieszko I · Bolesław I · Mieszko II Lambert · Bezprym · Mieszko II Lambert · Casimir I · Bolesław II · Wladislaus I Herman · Zbigniew · Bolesław III · Wladislaus II · Bolesław IV · Mieszko III · Casimir II · Leszek I · Wladislaus III · Mieszko IV · Koenraad · Hendrik I · Hendrik II · Koenraad · Bolesław V · Leszek II · Hendrik IV · Przemysł II · Wenceslaus II · Wenceslaus III · Wladislaus I · Casimir III · Lodewijk · Hedwig · Wladislaus II Jagiello · Wladislaus III · Casimir IV · Jan I Albrecht · Alexander · Sigismund I · Sigismund II August I · Hendrik · Anna · Stefanus Báthory · Sigismund III · Wladislaus IV · Jan II Casimir · Michaël Korybut Wiśniowiecki · Jan III Sobieski · August II · Stanislaus I Leszczyński · August II · Stanislaus I Leszczyński · August III · Stanislaus II August Poniatowski